# Клара Таусон
Клара Таусон (дан. Clara Tauson) — данська тенісистка, чемпіонка Австралії серед дівчат.

## Фінали турнірів WTA

### Одиночний розряд: 5 (3 титули, 2 поразки)
| Результат | В–П | Дата     | Турнір                                 | Категорія | Поверхня    | Супротивниця     | Рахунок       |
| --------- | --- | -------- | -------------------------------------- | --------- | ----------- | ---------------- | ------------- |
| Перемога  | 1–0 | Бер 2021 | WTA Lyon Open, Франція                 | WTA 250   | Хард (зала) | Вікторія Голубич | 6–4, 6–1      |
| Перемога  | 2–0 | Вер 2021 | BGL Luxembourg Open, Люксембург        | WTA 250   | Тверде (i)  | Олена Остапенко  | 6–3, 4–6, 6–4 |
| Поразка   | 2–1 | Жов 2021 | Courmayeur Open, Італія                | WTA 250   | Тверде (i)  | Донна Векич      | 6–7(3–7), 2–6 |
| Перемога  | 3–1 | Січ 2025 | WTA Auckland Open, Нова Зеландія       | WTA 250   | Тверде      | Наомі Осака      | 4–6, 0–0ret   |
| Поразка   | 3–2 | Лют 2025 | Dubai Tennis Championships, Дубай, ОАЕ | WTA1000   | Тверде      | Мірра Андрєєва   | 7–6(7–1), 6–1 |

## Юніорські фінали турнірів Великого шолома

### Одиночний розряд: 1 перемога
| Результат | Рік  | Турнір          | Поверхня | Супротивниця         | Рахунок  |
| --------- | ---- | --------------- | -------- | -------------------- | -------- |
| Перемога  | 2019 | Australian Open | Хард     | Лейла Анні Фернандес | 6–4, 6–3 |